# Vorarlberger Wissenschaftspreis
Der Vorarlberger Wissenschaftspreis gliedert sich in den Hauptpreis, den Würdigungspreis und den Spezialpreis zur Förderung des wissenschaftlichen Nachwuchses. Er wird durch das Land Vorarlberg zur Anerkennung von hervorragenden Leistungen auf dem Gebiet der Wissenschaft vergeben.

## Preisvergabe
Die Preise werden seit dem Jahre 2000 an Vorarlberger Wissenschaftler oder Persönlichkeiten, die herausragende Arbeiten zu vorarlbergspezifischen Themen verfasst haben, vergeben. Die Zuerkennung des Wissenschaftspreises geschieht durch Beschluss der Landesregierung auf Vorschlag einer für die Vergabe des Preises eigens eingerichteten Jury.
Der Hauptpreis ist mit 10.000 Euro dotiert. Daneben gibt es den mit 7.000 Euro dotierten Würdigungspreis. Zusätzlich können zur Nachwuchsförderung bis zu drei Spezialpreise ausgegeben werden. Diese sind mit je 3.000 Euro dotiert (Stand der Dotierungen: 2019).

## Preisträger
| Jahr | Hauptpreis                                  | Würdigungspreis                              | Spezialpreis                                                                              |
| ---- | ------------------------------------------- | -------------------------------------------- | ----------------------------------------------------------------------------------------- |
| 2000 | Eugen Gabriel                               | –                                            | Wolfgang Scheffknecht, Manfred Tschaikner                                                 |
| 2001 | Helmut Kramer                               | –                                            | Elgar Fleisch                                                                             |
| 2002 | Mario Broggi                                | Gerhard Widmer                               | –                                                                                         |
| 2003 | Oswald Oelz                                 | Bernhard Metzler                             | –                                                                                         |
| 2004 | Bertram Batlogg                             | Werner Johler                                | –                                                                                         |
| 2005 | Bruno Simma                                 | Kathrin Yen                                  | Brigitte Steger, Thomas Marte                                                             |
| 2006 | Alfried Längle                              | Arno Böhler                                  | Bettina Sonntag                                                                           |
| 2007 | Rüdiger Krause, Klaus Oeggl, Ernst Pernicka | Karolin Luger                                | Nicole Concin, Clemens Grabher                                                            |
| 2008 | Monika Ritsch-Marte                         | Matthias Sutter                              | Rita Mussak                                                                               |
| 2009 | Herwig Büchele                              | Ruth Sonderegger                             | Valerie Fleisch                                                                           |
| 2010 | Peter Meusburger                            | Robert Rollinger                             | Mathias Moosbrugger, Simon Ganahl, Sandra Stroj                                           |
| 2011 | Ernst Fehr                                  | Barbara Bohle                                | Christina Strassmair, Thomas Winder                                                       |
| 2012 | Reinhard Johler, Bernhard Tschofen          | Christoph Säly                               | Jessica Steger-Domandl                                                                    |
| 2013 | Georg Grabherr                              | Martina Huemer                               | Stefanie Lena Heinzle                                                                     |
| 2014 | Meinrad Pichler                             | Reto Bale                                    | Susanne Fenkart, Alexander Mathis                                                         |
| 2015 | Thomas Bechtold                             | Guido Kempter, Axel Mündlein                 | Michael Graf, Valentin Knünz                                                              |
| 2016 | Dana Seyringer                              | Helga Kohler-Spiegel, Gabriele Böheim-Galehr | Mathias Blank, Robert Bischof                                                             |
| 2017 | Reinhard Fässler                            | David Stadelmann, Andreas Wendel             | Marco Furchi, Susanne Mayer, Andreas Oesterreicher                                        |
| 2018 | Gudrun M. Grabher                           | Andreas Dür                                  | Doris Entner, Lena Zudrell                                                                |
| 2019 | Günter Bischof                              | Florian Bösch, Alexander Vonbank             | Lisa Pilar Eberle, Claudia Jenny, Dominic Bachmann, Maximilian Bösch, Florian Glöcklhöfer |
| 2020 | Judith Rollinger, Mathias Wolf              | Michael Waibel                               | Murat Ates, Barbara Rietzler                                                              |
| 2021 | –                                           | –                                            | Livia Fritz, Lukas Mennel                                                                 |
| 2022 | Gottfried Strasser                          | Andreas Leiherer                             | Christina Jackel, Marcus Maier, Felix Grabherr                                            |
| 2023 | Martin Burtscher, Erich Müller              | Doris Braun                                  | Lukas Brunner, Melanie Fink, Magdalena Hagen                                              |
| 2024 | Heinz Drexel                                | Ingrid Böhler, Silke Grabherr                | Johannes Schwab                                                                           |
| 2025 | Christoph König                             | Regine Schönlechner                          | Magdalena Boch, Julian Degen, Isabella Fritz                                              |